# جوناس ستارك
جوناس ستارك (بالسويدية: Jonas Stark) (27 أبريل 1972 في السويد - ) هو لاعب كرة قدم سويدي في مركز الدفاع. لعب مع غيفلي ونادي هاماربي لكرة القدم ونادي فيستيروس ‏ وبولدكلوبن فرم.

## وصلات خارجية
- جوناس ستارك على موقع قاعدة بيانات كرة القدم.إي يو (الإنجليزية)
- جوناس ستارك على موقع عالم كرة القدم.نت (الإنجليزية)